# Canephora atra
Canephora atra är en fjärilsart som beskrevs av Johann August Ephraim Goeze 1780. Canephora atra ingår i släktet Canephora och familjen säckspinnare. Inga underarter finns listade i Catalogue of Life.